# Maurice-Louis-Joseph Gigost d'Elbée
Maurice Louis Joseph Gigost d'Elbée (Dresda, 21 marzo 1752 – Noirmoutier-en-l'Île, 6 gennaio 1794) è stato un generale francese dell'armata vandeana che combatté le Guerre di Vandea. Venne soprannominato il "generale della Provvidenza".

## Biografia
Nato a Dresda da una famiglia che viveva in Sassonia, venne in Francia nel 1777, e venne naturalizzato; prima della rivoluzione francese entrò in un reggimento di cavalleria, divenne tenente, e diede le sue dimissioni nel 1783. Si sposò e di conseguenza si ritirò in una proprietà di campagna vicino a Beaupréau ad Anjou.
Con lo scoppio della rivoluzione francese, seguì i principi a Coblenza; ma ritornò per obbedire alla legge che ordinava agli emigrati di rientrare. Nel 1793, i contadini di Beaupréau lo scelsero come loro comandante. Le sue truppe si amplieranno più di quelle di Bonchamps, Cathelineau e Stofflet. Servì inizialmente sotto Cathelineau, venne candidato come generale in capo dopo la morte di quest'ultimo, batté i repubblicani a Coron e a Beaulieu.
In qualità di generale si trovò, il 30 luglio 1793, nella Battaglia di Luçon vinta dai repubblicani e nella quale si espose ai più grandi pericoli e contribuì a salvare l'esercito vandeano dalla completa rovina. Una seconda sconfitta dei vandeani a Luçon, il 13 agosto seguente, fu ancora più pesante.
L'esercito reale fu completamente demolito nella Battaglia di Cholet dal generale Kléber. D'Elbée, ferito gravemente in quest'ultima battaglia, fu inizialmente trasportato a Beaupréau, quindi a Noirmoutier; poi tre mesi dopo, i repubblicani occuparono quest'isola nella battaglia di Noirmoutier, e d'Elbée fu portato dinanzi ad un tribunale rivoluzionario, condannato a morte e fucilato sulla pubblica piazza di Noirmoutier, era stato portato su una poltrona perché le sue quattordici ferite non gli permettevano di tenersi in piedi.

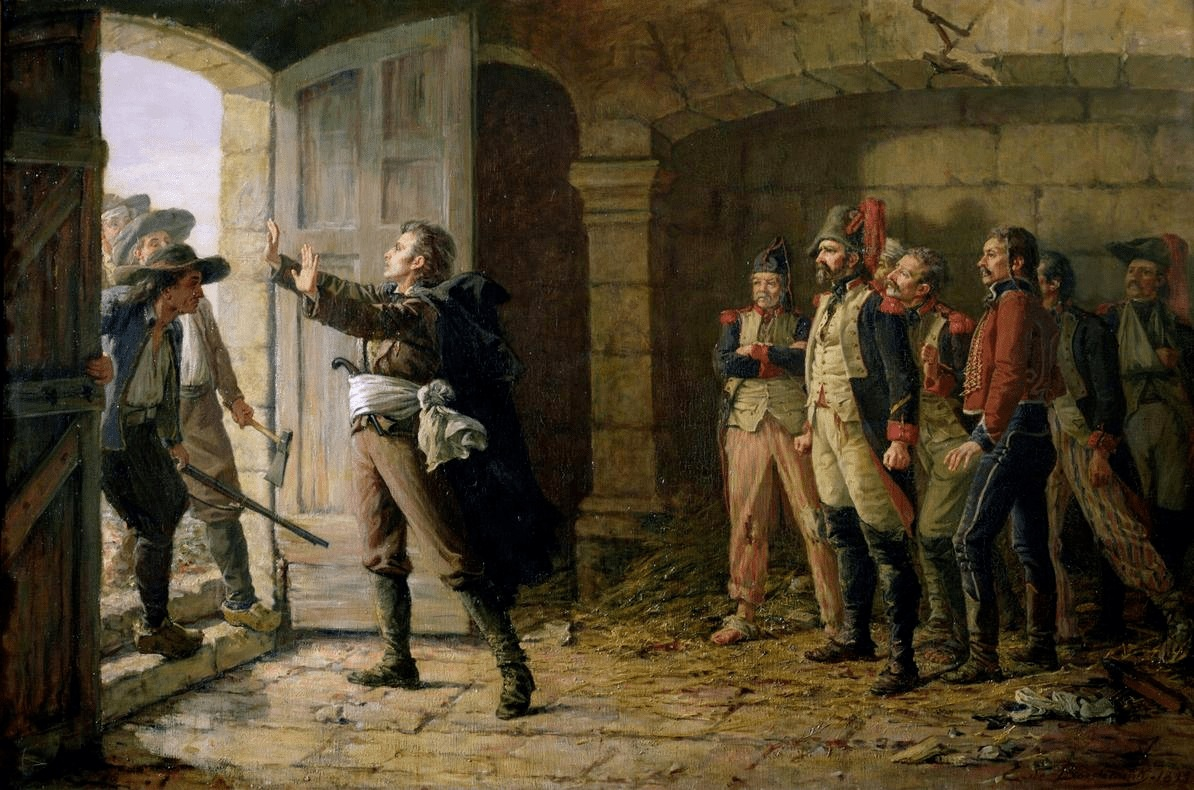
D'Elbée protegge i prigionieri repubblicani nella Seconda battaglia di Chemillé

Al giudizio di molti biografi, D'Elbée fu un uomo pio, di grande coraggio. I suoi soldati lo avevano chiamato "Generale della Provvidenza". La sua memoria è stata abbastanza cancellata, questo generale non gradiva mettersi davanti della scena e abbastanza ingiustamente alcuni storici non riconoscono il suo importante ruolo nelle Guerre di Vandea. Fine stratega era molto gradito dei suoi soldati, Louis Marie Turreau nelle sue memorie, dirà che ha visto i suoi soldati piangere appena sentivano il solo nome di D'Elbée: "Ad un fisico piacevole e distinto, D'Elbée univa il talento necessario ad un capo di quella fazione. Soldato veterano, aveva addestrato i vandeani nel modo di combattere più adatto alla località ed alla mentalità di questo popolo." ed aggiunse: "Questo capo aveva tutte le qualità per svolgere un ruolo importante. D'Elbée ha dato prova del suo talento nelle esecuzioni dei suoi piani. I suoi tenenti sono stati sconfitti tutte le volte che si sono allontanati dai suoi piani."

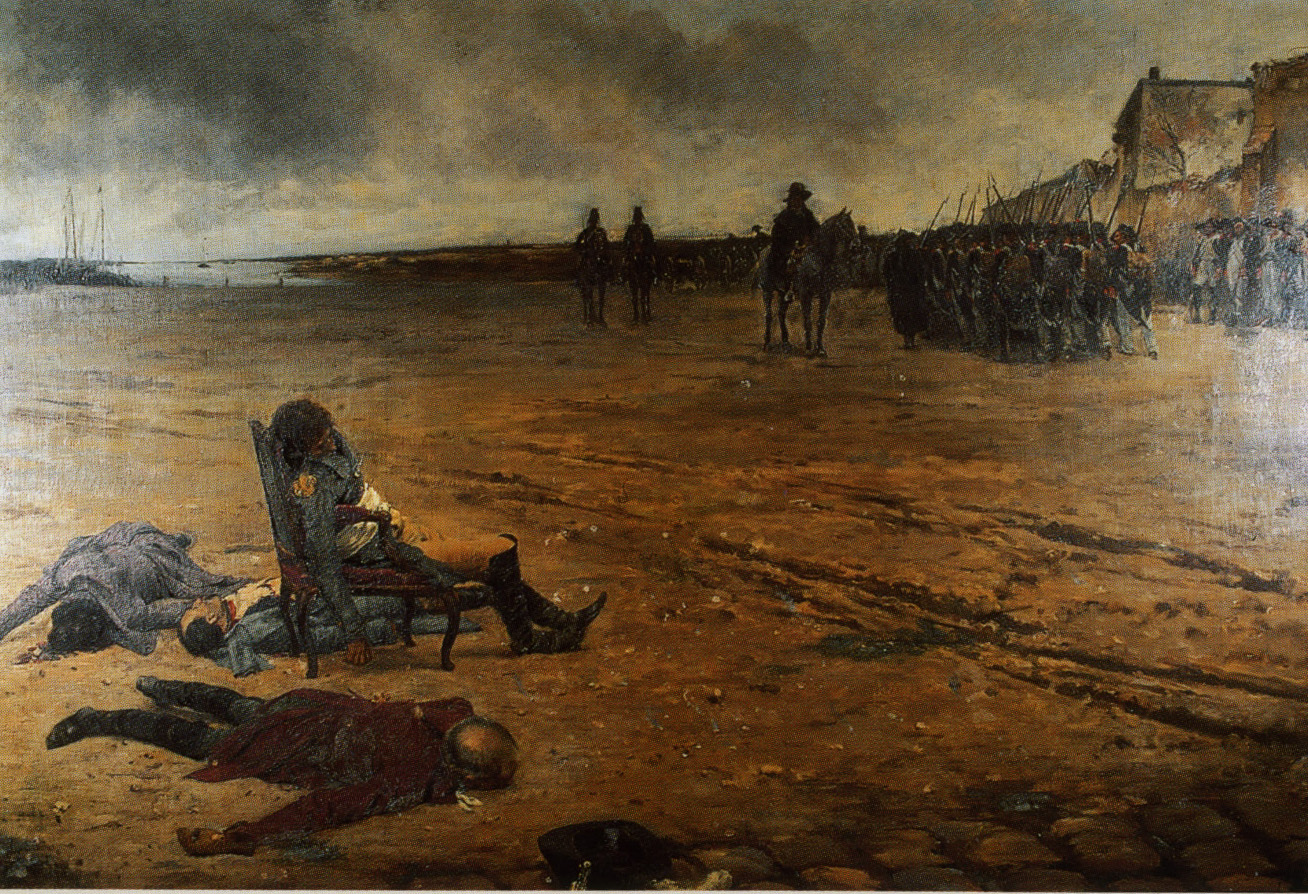
Esecuzione di d'Elbée